# Eleuthera Norte
Eleuthera Norte es uno de los 32 distritos en los que se divide políticamente la Mancomunidad de las Bahamas.
La charca de Sweetings, en Eleuthera Norte, es un lago de agua salada de 1.1 km² adyacente al océano, pero sin conexión superficial directa, y se reconoce como un sitio de valor ecológico especial, pues contiene una concentración de la especie de estrella marina Ophiothrix oerstedii de aproximadamente 434 individuos por metro cuadrado, debido a la carencia de depredadores marinos. La charca de Sweetings también se destaca por su alta densidad de población de pulpo común.
En Eleuthera Norte se localiza el aeropuerto North Eleuthera Airport.

## Zona Horaria
La zona horaria en Eleuthera Norte es de GTM UTC −5.

## Clima
El clima de esa zona es usualmente despejado y su temperatura oscila entre 27—32 °C.

## Historia
Sus colonos se denominaron a sí mismos como "los aventureros de Eleutheram", porque con el pasar del tiempo las condiciones climáticas y las circunstancias que vivirían después le haría honor a ese nombre.